# Peter Paul Rubens
Peter Paul Rubens (Siegen, 28. lipnja 1577. – Antwerpen, 30. svibnja 1640.) bio je značajni predstavnik baroknog slikarstva 17. stoljeća i pokretač novog slikarstva pokreta, boja i senzualnosti. Najpoznatiji je po svojim protureformatorskim oltarnim slikama, portretima, pejzažima, i povijesnim slikama mitoloških i alegorijskih tema.
Uz veliki studio u Antwerpenu gdje je stvarao slike popularne kod plemstva i kolekcionara cijele Europe, Rubens je bio klasično obrazovan u humanističkoj školi, sakupljač umjetnina i diplomat koji je proglašen vitezom od kraljeva Filipa IV. Španjolskog i Karla I. Engleskog.

## Životopis

### Rani dani
Rubens je rođen u Siegenu, Njemačka, od roditelja Jana Rubensa i Marije Pypelincks. Njegov otac i majka kalvinisti pobjegli su iz Antwerpena u Köln 1568. godine nakon pojačanih vjerskih previranja i progona protestanata za vrijeme španjolske vladavine Nizozemskom Fernanda Álvareza od Toleda, trećeg vojvode od Albe. Jan Rubens je postao pravnim savjetnikom (i ljubavnikom) Anne Saske, druge žene Williama I. te se doselio u njen dvor u Siegenu 1570. godine. Uslijedilo je pritvaranje zbog preljuba, a Peter Paul Rubens se rodio 1577. godine. Obitelj se vratila u Kӧln sljedeće godine. Godine 1589., dvije godine nakon očeve smrti, Rubens se s majkom vratio u Antwerpen gdje je primljen u katoličku školu. Religija je odigrala važnu ulogu u njegovu kasnijem radu i Rubens je kasnije postao vodeći glas katoličkog protureformatorskog slikarstva.
U Antwerpenu, Rubens je završio humanističko obrazovanje, učio latinski i klasičnu literaturu. S četrnaest godina započeo je umjetničku naobrazbu kod ponajboljih gradskih slikara tog doba. Većina njegovog obrazovanja sastojao se u kopiranju ranijih djela, kao što su drvorezi Hansa Holbeina mlađeg i grafike Marcantonia Raimondija prema Rafaelu. Rubens je završio svoje naukovanje 1598. u vrijeme kada je primljen u “Ceh sv. Luke” kao neovisan majstor.
Godine 1600. Rubens je putovao u Italiju, najprije u Veneciju, gdje je vidio djela Tiziana, Veronesea i Tintoretta prije no što se smjestio u Mantovi na dvoru vojvode Vincenza I. Gonzage. Odabir boje i kompozicije Veronesea i Tintoretta imale su direktan učinak na Rubensovo slikarstvo, a na njegov kasniji, zreli stil utjecao je više Tizian. S vojvodinom financijskom podrškom Rubens je otputovao do Rima i Firence 1601. godine, gdje je proučavao djela klasične grčke i rimske umjetnosti i kopirao djela talijanskih majstora. Helenistička skulptura Laokontova skupina je imala osobit utjecaj na njega, kao i umjetnost Michelangela, Rafaela i Leonarda. Na njega su također utjecale i iznimno naturalističke slike Caravaggia. Kasnije je čak napravio kopiju njegova Polaganja u grob, te je predložio svom meceni, vojvodi od Mantove, da kupi od Caravaggia njegovu “Smrt djevice” (Louvre).
Rubens je putovao u Španjolsku u diplomatskoj misiji 1603. godine noseći poklone obitelji Gonzaga na dvor Filipa III. Dok je bio ondje vidio je bogatu kolekciju Rafaelovih i Tizianovih djela koje je skupio kralj Filip II. Ovo je bilo prvo njegovo putovanje od mnogih u karijeri, na kojima je kombinirao umjetnost i diplomaciju.
Od 1604. proveo je četiri godine u Mantovi, Genovi i Rimu gdje je naslikao brojne portrete koji će kasnije utjecati na rad slikara kao što su Anthonis van Dyck, Joshua Reynolds i Thomas Gainsborough. U to vrijeme započinje oslikavati gradske palače i crkvene oltare kao što je trodijelni oltar u rimskoj crkvi Santa Maria in Vallicella.
Utjecaj Italije na Rubensa bio je izniman. Pored umjetničkih utjecaja, Rubens se nastavio dopisivati s talijanskim prijateljima cijeli svoj život; čak se i potpisivao kao "Pietro Paolo Rubens" i često govorio o povratku na poluotok – želja koja mu se nije ostvarila.

### Zrele godine u Antwerpenu (1609. – 1621.)
Čuvši za majčinu bolest 1608. godine, Rubens se uputio u Antwerpen, no majka mu je umrla prije njegova dolaska. Njegov povratak u Antwerpen se podudarao s godinama novog prosperiteta zahvaljujući “Antwerpenskom sporazumu” iz 1609. kojim je nastupilo “dvanestogodišnje primirje”. U listopadu iste godine Rubens je postavljen za dvorskog slikara austrijskog vojvode Alberta i Isabelle Španjolske, upravitelja Nizozemskih pokrajina. Dozvoljeno mu je da svoj studio iz dvora u Bruxellesu preseli u Antwerpen. S nadvojvotkinjom Isabellom ostao je u dobrim odnosima sve do njene smrti 1633. godine, ne samo kao njezin slikar nego i veleposlanik. Još je više učvrstio veze s gradom 1609. godine oženivši Isabellu Brandt, kćerku vodećeg Antwerpenskog građanina i humanista Jana Brandta.
Godine 1610. Rubens se preselio u novu kuću s ateljeom koji je sam dizajnirao u maniri talijanskih vila. Danas poznata kao Rubenshuis muzej u centru Antwerpena, njemu je služila kao radionica, ali i kao škola za njegove učenike i galerija za njegovu osobnu kolekciju umjetnina i knjiga koja je bila najveća u Antwerpenu. Njegov najpoznatiji učenik bio je Anthonis van Dyck, koji će postati vodećim flamanskim portretistom koji je često surađivao s Rubensom. Također je surađivao s drugim umjetnicima u gradu, poput slikara životinja i mrtvih priroda Fransa Snydersa, koji je zaslužan za orla na njegovoj slici Okovani Prometej, kao i slikarom cvijeća i mrtvih priroda te njegovim dobrim prijateljem Janom Brueghelom starijim.
Oltarne slike za Gospinu katedralu u Antwerpenu su utvrdile njegovo mjesto kao vodećeg slikara Flandrije. “Podizanje križa”, središnja slika oltara, na primjer, pokazuje njegovu sposobnost da uklopi Tintorettovo Raspeće iz Venecije, Michelangelove dinamične figure i svoj osobni stil. Ova slika postala je reprezentativnim primjerom baroknog sakralnog slikarstva.
Rubens je iskoristio tiskane ilustracije u knjigama kako bi još više proširio svoju slavu širom Europe. Izuzev nekoliko sjajnih bakropisa, on je samo crtao predlške po kojima su stručnjaci kao Lucas Vorsterman pravili grafike.  Ipak je sam izradio nekoliko drvoreza.

### Rad za Mariju de' Medici i diplomatske misije (1621. – 1630.)
Godine 1621., kraljica Francuske, Marija de' Medici naručila je od Rubensa dvije velike alegorijske slike koje su trebale slaviti njezin život i njezina muža Henrika IV. za “Luxemburšku palaču” u Parizu. Louvreu, postavljena je 1625., ali nikada nije bila potpuno dovršena. Mariju je protjerao iz Francuske njezin sin Luja XIII. i umrla je u Kölnu 1642. godine, u istoj kući u kojoj je Rubens živio kao dječak.
Po isteku Dvanaestogodišnjeg primirja 1621. godine, španjolski Habsburgovci su povjerili Rubensu više diplomatskih misija i on je bio veoma aktivan do 1630. Kretao se od engleskog do španjolskog dvora u pokušaju da postigne mir između španjolske Nizozemske i Nizozemskih ujedinjenih pokrajina. Također je putovao u sjevernu Nizozemsku kao umjetnik, ali i kao diplomat gdje je prepoznat kao izniman gospodin. U tom razdoblju dvaput je primio viteški naslov, najprije od kralja Filipa IV. Španjolskog 1624., a potom i od kralja Karla I. Engleskog 1630. Primio je i počasnu titulu majstora umjetnosti sveučilišta u Cambridgeu 1629.
Rubens je proveo nekoliko mjeseci u Madridu od 1628. – 1629. gdje je pored svoje diplomatske misije naslikao i nekoliko važnih djela za kralja Filipa IV. Tu se sprijateljio sa slikarom Velazquezom, te su njih dvojica planirali skupa otputovati u Italiju, ali Rubens se morao vratiti u Antwerpen i Velázquez je putovao bez njega.
Rubens je ubrzo morao otputovati u London gdje je ostao do 1630. i naslikao jednu od najvažnijih slika ovog perioda – Alegorija Mira i Rata (1629.; Nacionalna galerija u Londonu.  Ona oslikava umjetnikovo snažno zalaganje za mir, a poklonjena je kralju Karlu I.

### Posljednje godine (1630. – 1640.)
Rubens je posljednje desetljeće života proveo u Antwerpenu i okolici. Iako je bio zaokupljen slikanjem za svod Dvorane za bankete arhitekta Inigo Jonesa u Palači Witehall u Londonu, našao je vremena za osobna umjetnička istraživanja.
Godine 1630., četiri godine nakon smrti njegove supruge, 53-godišnji slikar oženio je 16-godišnju Hélène Fourment. Hélèna je inspirirala pozamašne figure na mnogo njegovih slika od 1630-ih, uključujući: Venerina gozba (Kunsthistorisches Museum, Beč), Tri Gracije (Prado, Madrid) i Parisov sud (Prado, Madrid). U kasnijim slikama koje je radio za španjolski dvor, umjetnikovu mladu ženu su prepoznali na slikama.
Godine 1635. Rubens je kupio imanje izvan Antwerpena, dvorac de Steen (Het Steen) gdje je proveo mnogo svog vremena slikajući pejzaže koji odražavaju njegov kasni stil koji se oslanja na Nizozemsku tradiciju Pietera Brueghela.
Rubens je preminuo od gihta 30. svibnja, 1640. Pokopan je u crkvi sv. Jakova u Antwerpenu. Ostavio je za sobom osmero djece, tri s Isabellom i petero s Hélènom; njegovo najmlađe dijete je rođeno osam mjeseci nakon njegove smrti.

## Djela
Rubens je bio plodan autor koji je stvarao uglavnom religijske teme, povijesne motive i lovačke scene u koje je uključivao mitološke likove. Naslikao je nekolikoportreta, uglavnom prijatelja i autoportrete, kao i nekoliko pejzaža pred kraj svog života. Dizajnirao je tapiserije i grafike, ali i svoju kuću.
Njegovi crteži su iznimno snažni ali bez detalja; također je često koristio skice s uljenim bojama. Posljednji je umjetnik koji je pored slikanja na platnu još slikao i na drvenim pločama, te oltarne slike na kamenu škriljevcu kako bi izbjegao refleksije.
Kako je bilo uobičajeno u to vrijeme, Rubens je imao veliku radionicu u kojoj je slikao, ali ponekad dopuštajući drugim slikarima da slikaju pojedine dijelove slike, a ponekad samo nadgledajući stvaranje slike.
Njegova strast za slikanjem punašnih žena postala je pojmom za 'Rubensizam' ili 'Rubensovski', dok se koristi i izraz “Rubensovske” za punašne žene, naročito u Nizozemskoj.
Na aukciji kuće Sotheby's 10. lipnja 2002., Rubensova novopronađena slika “Masakr nevinih” prodana je za £49.5 milijuna, ili 76.2 milijuna USA $ lordu Thompsonu.

### Kronološki popis poznatijih djela
- Skidanje s križa, 1602., - ulje na dasci, 420.5 × 320 cm, oltar Gospine katedrale u Antwerpenu.
- Markiza Brigida Spinola-Doria, 1606., - ulje na platnu, Nacionalna galerija, Washington.
- Samson i Dalila, 1609. – 1610., - ulje na platnu, 185 × 205 cm, Nacionalna galerija, London.

- Honeysuckle Bower, 1609. – 1610., - ulje na platnu, 178 × 136.5 cm, Alte Pinakothek, München.
- Podizanje križa, 1610. – 11., - ulje na dasci, 462 × 341 cm, Gospina katedrala u Antwerpenu.
- Masakr nevinih, oko 1611., - ulje na platnu, kolekcija Liechtenstein, Beč.
- Okovani Prometej, 1611. – 12., - ulje na platnu, 243,5 × 209,5 cm, Muzej umjetnosti, Philadelphia.
- Sveti Juraj sa Zmajem, oko 1620., - ulje na platnu, 427 × 312 cm, Prado, Madrid.
- Ciklus slika za Mariju de' Medici, 1621. – 1630.
- Uznesenje Djevice, 1625. – 26., - ulje na dasci, 490 × 325 cm, Gospina katedrala u Antwerpenu.
- Pad čovjeka, 1629., - ulje na platnu, 288 × 255 cm, Alte Pinakothek, München.
- Venerina svečanost, oko 1635., - ulje na platnu, 217 × 358 cm, Kunsthistorisches Museum, Beč.
- Tri gracije, 1636. – 38., - ulje na platnu, 221 × 181 cm, Prado, Madrid.
- Parisov sud, oko 1638. – 39., - ulje na platnu, 144,8 × 193,7 cm, Nacionalna galerija, London.